# 12 mai dans les chemins de fer
12 avril 12 juin
Chronologies thématiques
- Croisades
- Sports
- Disney

Cette page concerne les événements qui se sont déroulés un 12 mai dans les chemins de fer.

## Événements

### XXIesiècle
- 2004. Allemagne : un train de marchandises de la Deutsche Bahn de 400 m de long, tracté par une locomotive Eurosprinter classe 189 de Siemens effectue le trajet Istamboul-Francfort en 80 heures.